# أبو طالب عبد القادر اليوسفي
أبو طالب عبد القادر بن محمد بن عبد القادر بن محمد بن يوسف البغدادي، اليوسفي، (عقد 430 هـ - 516 هـ) محدث في القرن الخامس الهجري من بغداد، ومن رواة مسند أحمد.

## سيرته
ولد: سنة نيف وثلاثين وأربع مائة. وسمع المصنفات الكبار من: أبي علي بن المذهب، وأبي إسحاق البرمكي، وأبي بكر بن بشران، وأبي محمد الجوهري، وعدة، وتفرد في وقته. حدث عنه: السلفي، وأبو العلاء العطار، وهبة الله الصائن، وأبو بكر ابن النقور، والشيخ عبد القادر، وعبد الحق اليوسفي، وأبو منصور محمد بن أحمد الدقاق، ويحيى بن بوش، وعدد كثير.
قال السمعاني: شيخ صالح، ثقة، دين، متحر في الرواية، كثير السماع، انتشرت عنه الرواية في البلدان، وحمل عنه الكثير. وقال السلفي: تربى أبو طالب على طريقة والده في الاحتياط التام في الدين في التدين من غير تكلف، وكان كامل الفضل، حسن الجملة، ثقة متحريا، إلى غاية ما عليها مزيد، قل من رأيت مثله، وكان أبوه أبو بكر أزهد خلق الله.
توفي أبو طالب في آخر يوم الجمعة، ثامن عشر ذي الحجة، سنة ست عشرة وخمس مائة.